# Lilah Fear
Lilah Fear (Greenwich, 11 giugno 1999) è una danzatrice su ghiaccio britannica. Nata negli Stati Uniti da genitori canadesi, ha vinto due medaglie d'argento per la Gran Bretagna ai Campionati europei, nel 2023 e nel 2024, nella danza su ghiaccio pattinando insieme a Lewis Gibson. A livello giovanile ha gareggiato insieme a Jacob Payne.

## Palmarès
GP: Grand Prix; CS: Challenger Series; JGP: Junior Grand Prix

### Con Gibson
| Internazionali                                     | Internazionali | Internazionali | Internazionali | Internazionali | Internazionali | Internazionali | Internazionali | Internazionali | Internazionali |
| Evento                                             | 2016–17        | 2017–18        | 2018–19        | 2019–20        | 2020–21        | 2021–22        | 2022–23        | 2023–24        | 2024-25        |
| -------------------------------------------------- | -------------- | -------------- | -------------- | -------------- | -------------- | -------------- | -------------- | -------------- | -------------- |
| Giochi olimpici invernali                          |                |                |                |                |                | 10°            |                |                |                |
| Campionati mondiali                                | 22°            | 24°            | 13°            | C              | 7°             | 6°             | 4°             | 4°             | 3°             |
| Campionati europei                                 | 15°            |                | 6°             | 5°             | C              | 5°             | 2°             | 2°             | 3°             |
| GP Finale                                          |                |                |                |                |                |                | 4°             | 4°             | 3°             |
| GP della Finlandia                                 |                |                |                |                |                |                |                |                | 1°             |
| GP NHK Trophy                                      |                |                | 4°             | 4°             |                | 3°             |                | 1°             |                |
| GP Skate America                                   |                |                | 5°             |                |                |                |                |                | 1°             |
| GP Skate Canada                                    |                |                |                | 3°             | C              | 7°             | 2°             | 2°             |                |
| GP Wilson Trophy                                   |                |                |                |                |                |                | 2°             |                |                |
| CS Autumn Classic International                    |                |                |                | 2°             |                | R              |                |                |                |
| CS Finlandia Trophy                                |                | 9°             |                |                |                | 3°             |                |                |                |
| CS Lombardia Trophy                                | 2°             | 9°             |                |                |                |                |                |                |                |
| CS Nebelhorn Trophy                                |                |                | 4°             | 4°             |                |                | 1°             | 1°             | 1°             |
| CS Ondrej Nepela Trophy                            |                |                | 5°             |                |                |                | R              | 1°             | 1°             |
| CS U.S. Classic                                    |                |                |                |                |                |                | 1°             |                |                |
| CS Warsaw Cup                                      |                | 4°             |                |                |                | R              |                |                |                |
| Bavarian Open                                      |                | 1°             |                |                |                |                |                |                |                |
| Britannia Cup                                      |                |                |                |                |                |                | 1°             |                |                |
| Cup of Nice                                        | 5°             | 6°             |                |                |                |                |                |                |                |
| Ice Challenge                                      |                | 2°             |                |                |                |                |                |                |                |
| Lake Placid Ice Dance International                | 11°            |                |                |                |                |                |                |                |                |
| Open d'Andorra                                     | 4°             | 2°             |                |                |                | 1°             |                |                |                |
| Santa Claus Cup                                    | 2°             | 4°             |                |                |                |                |                |                |                |
| Shanghai Trophy                                    |                |                |                | 2°             |                |                |                |                |                |
| Nazionali                                          |                |                |                |                |                |                |                |                |                |
| Campionati britannici                              | 1°             | 2°             | 1°             | 1°             | C              | 1°             | 1°             | 1°             | 1°             |
| A = Assegnati; R = Ritirati; C = Evento cancellato |                |                |                |                |                |                |                |                |                |

### Con Payne
| Internazionali                    | Internazionali | Internazionali |
| Evento                            | 2013–14        | 2014–15        |
| --------------------------------- | -------------- | -------------- |
| JGP Estonia                       |                | 15°            |
| JGP Germania                      |                | 15°            |
| NRW Trophy                        |                | 10° J          |
| Santa Claus Cup                   |                | 11° J          |
| Nazionali                         |                |                |
| Campionati britannici             | 1° N           | 3° J           |
| Categorie: N = Novice; J = Junior |                |                |